# Lise Drougge
Lise Emma Margareta Drougge, född Dencker den 1 december 1919 i Landskrona, död 12 augusti 2022 i Sundbybergs distrikt, Stockholms län, var en svensk kemist, författare, dramatiker och konstnär. Hon var gift med Georg Drougge.

## Författaren
Drougge debuterade med novellen "Kaleidoskop" 1951 i månadstidskriften All världens berättare. Romandebuten skedde samma år med Vind i mitt hår utgiven på Lars Hökerbergs Bokförlag.  Mellan 1951 och 1966 utgav Drougge på detta förlag tio romaner och en barnbok, bland dem romanen Så glad för vilken hon 1954 fick Svenska Dagbladets litteraturpris. I prisnämndens motivering sägs bland annat: "Det har sagts om Lise Drougge att hon har en skärva av trollspegeln i ögat, en så skarp psykolog är hon och så utan illusioner berättar hon verklighetens onda sagor. Men hon befolkar dem med alldeles levande människor, inga konstruerade figurer."
I Så glad tillbringar två systrar, Nenne och Della, några sommarveckor i en stuga på landet som är Nennes permanenta hem. "Kom i år också",  skriver hon till sin syster och att det ska bli "bättre i år", även om hon för pengarnas skull måste ta emot sommarbarn. Och Della kommer med sina två barn, babyflickan Monni och pojken Jan. Men det blir inte bättre. Systrarna är alltför olika: den ogifta Nenne känslig, osäker, självutplånande, Della den starka och överlägsna, i stan en vanlig småborgarfru men på landet något av en huldra, en naturkraft i nyckfull växling mellan lojhet och passion. I deras verklighet finns mygg, tvestjärtar, ungar som bråkar, slår sig, spiller välling på sig själva och andra, hostar om nätterna, smittar varandra, får feber. Som andningshål har de sina hemliga konstnärsdrömmar: Nenne skriver dikter, Della har stunder av revolt när hon struntar i barnen, ritar i vild inspiration i sitt skissblock, och kasserar verken efter hand. Den lille Jan älskas nästan svartsjukt av dem båda. Nenne kallar honom "Så glad." Ivar Harrie beskriver i en recension Jan som "tomte och troll och hjälplös ömhetssugande djurunge, en ny och oförutsedd inkarnation av det demoniska i barndomen, det som gör umgänge med barn spännande, livsfarligt, odrägligt, men ändå det enda som kommer tillvaron att glittra". Den stora katastrofen kommer med upptäckten att man fått vägglöss i huset med en möbel som Nenne köpt på auktion. Della ger sig iväg med pick och pack och överger den förtvivlade Nenne, som trots allt inte är slagen. I tystnaden efter dem som dragit bort griper hon till den tröst som står till buds för den som kan skriva. Hon skickar ut sina sommarbarn och sätter sig ner med papper och penna och "med rodnande kinder låter hon pennan löpa och är förlorad i en värld av smärta och förlösning".
Så glad och Drougges andra tidigare romaner kan sägas spegla sociala relationer i fyrtio- och femtiotalens ganska statiska samhälle, och kan närmast betecknas som kvinnohistoria, enligt Kerstin Berggren:  

"Realism och poesi—det var i den konstellationen Lise Drougges romankonst föddes. Liksom utan ansträngning tycks hon kunna trolla fram stämningslägen och dagrar—i landskap och i människosinnen. Men om hennes diktning levde endast på det akvarell-äkta,  skulle den inte bestå. Till detta formellt behagfulla kommer den djupa erfarenhet och kloka vetskap, som präglar hennes människoskildring. Det är kvinnor, som dominerar hennes böcker, ensamma kvinnor eller sådana som lider under omöjligheten att harmoniskt förena sina roller som hustru, mor, yrkeskvinna och privatperson."

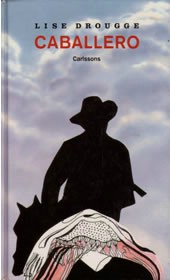
Dokumentärromanen Caballero från 1991.

Drougges elfte roman Lektor Viktoria fick 1971 andra pris i Askild & Kärnekulls tävling om bästa tjänstemannaroman och utgavs på detta förlag. De två senaste romanerna har som motiv ovanliga skånska levnadsöden. Min fjärran ö (1977) handlar om landskronapojken Fredrik Wierth, som tolv år gammal 1825 skickades med fullriggaren L'Eol till ön Bourbon, numera Réunion, i Indiska oceanen. Ön var fransk koloni och blomstrade tack vare slavhandel och slavarbete. En farbror skulle ta hand om honom men denne var gravt alkoholiserad och Wiert fick klara sig på egen hand. Hur det gick beskriver han i anteckningar som antagligen gjordes sedan han i femtioårsåldern återkommit till Landskrona, och som nu finns på Landskrona museum. De ligger till grund för Drougges bok.
Romanen Caballero (1991) handlar om Maurits Jesperson, född i Södervidinge 1888 och utvandrad till Sydamerika där han blev känd som Don Mauricio. 1910 kom han till Gran Chaco där indianerna fortfarande gjorde raider mot nybyggarnas boskapshjordar. Han var hemma i Sverige under andra världskriget men återvände som sextioåring till den heta, gudsförgätna provinsen Beni i Bolivia där han under väldiga strapatser lät röja mark för ett antal estancior, där indiansk arbetskraft kunde få en rimlig bärgning. En kusin, Mabel Hellichius, reste 1966 till Sydamerika, där hon och Don Maricio gjorde en rundresa omfattande Argentina, Brasilien (Amazonas), Bolivia och Peru.  Hon besökte då hans kreatursstationer i Boliva, några så svåråtkomliga att de bara kunde nås genom en dagsritt på oxe genom skog och träsk och moln av stickande insekter. Med hjälp av hennes rapporter från den långa resan, personliga upplysningar och Don Mauricos egna böcker En lundensare i Chaco och En svensk caballero i Pilcomayo skrev Drougge en dokumentär roman om hans äventyrliga liv.
Drougge medarbetade i tidningen Idun med noveller och artiklar. I "Samtal vid Bosporen" och "Undrens stad" rapporterade hon 1952 från Istanbul där en internationell flygteknisk konferens pågick. Vintern 1953  rapporterade hon om en liftarresa tvärs över landet från Stockholm till Hallandskusten, "Två på luffen som liftade om våren" och "Tack för liften!". Ett halvår senare gjorde hon och fotografen Gösta Glase en reportageresa till trakterna kring slottet Kronovall i östra Skåne, vilken resulterade i artiklarna "Porträtt av en trakt" och "Min mors sagovärld". 1961 tog hon Hurtigruten till Tromsø för att gå i Sara Fabricius (pseudonym Cora Sandel) fotspår, hittade bl. a. verklighetens "Kranes konditori" och skrev "Tromsø, Albertes stad".
Ett par av novellerna har motiv ur skolans värld. "Det ljuvt barnsliga" handlar om en klass tioåringar. Frågan "När ska vi leva, Fröken?" ställdes i en avdelning tonårsflickor.
Novellen "Raimo" lästes upp i Sveriges radio. Den handlar om ett av de finska barn som 1944 skickades till Sverige för att undgå kriget.

## Dramatikern
Tillsammans med författaren Lilian Goldberg bildade Drougge 1992 Teater Vanessa, en ideellt driven experimentteater i vilken de spelade egna pjäser. Från 1994 har Drougge ensam drivit teatern. Hon har hittills, 2007, skrivit trettiosex pjäser: en monolog, två barnmusikaler, åtta barnpjäser, tre pjäser för unga skådespelare, tio komedier och tolv dramapjäser. Med ett par undantag har alla satts upp ett antal gånger på Teater Vanessas hemmascener, Källarteatern på väster i Lund till att börja med, och från hösten 2003 på Byahuset i Södra Sandby. Flera av dem har också spelats på andra scener runt om i Skåne. I maj 1996 utsträcktes turnerandet till Gävle där teatern uppförde Paulina. I augusti 1994 spelades Dido år 2000 på Nordiskt Forums konferens i Åbo, Finland.
I nio år medverkade Teater Vanessa i Kulturnatten i Lund med följande spelningar:
1993 ett avsnitt av "Dido år 2000". Pjäsen beskriver den tragiska kärlekssagan mellan drottning Dido av Kartago och den grekiske hjälten Aeneas.
1994 komedin "Robinson Crusoe". Ledd av en ung kvinnlig regissör försöker en manlig skådespelare levandegöra Robinsons ensamma liv på ön.
1995 "Audition för Shakespeare" i vilken en ung skådespelare försöker övertyga regissören att han passar perfekt för rollen som Macbeth.
1996 "Hycklaren", en pastisch på Molières "Tartuffe".
1997 "En midsommardröm" spelad av barn och för barn. För vuxen publik "Planen Herkules". En skådespelare är inhyrd för att ensam visa upp samtliga Herkules stordåd för deltagarna i en konferens.
1998 barnpjäsen "Epsilon", i vilken utomjordingar kraschlandar på jorden. För vuxenpubliken "Planen Herkules".
1999 "Darling Ofelia", en egen version av Hamlet-dramat med Ofelia i huvudrollen.
2000 "Kungens döttrar". Ett gäng skolelever gör en egen uppsättning av "King Lear".
2001 barnpjäsen "Presenten", tonårspjäsen "Spela sjuan" och för vuxenpubliken komedin "Passion i Venedig", en pastisch på Shakespeares "Othello".

## Bildkonstnären

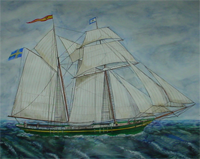
En akvarell.

Drougge fick sin konstnärliga utbildning vid Skånska målarskolan i Malmö under åren 1944–1946. Hon deltog i dess elevutställning 1946 och sedan i samlingsutställningar i Helsingborg, Sundbyberg, Spånga och Höör. Hon har haft separatutställningar i Kulturhuset Anders i Höör 1997, på stadsdelsbiblioteket Väster i Lund 1998,  i Utställningshallen i Ljungby 2009 och på Kulturcentrum i Sundbyberg 2010.
Drougge har gjort ett hundratal arbeten i olja och ett tjugotal pennteckningar och akvareller. Motiven är varierande: genrebilder, landskap, barn, båtar, hus, stilleben, porträtt m.m. Barnboken Pucky Sagogryn och alla noveller har illustrerats av Drougge och hon har utfört samtliga bokomslag.

## Läraren
Drougge avlade studentexamen i Helsingborg 1938, tog folkskollärarexamen i Helsingborg 1956, blev filosofie magister 1965 vid Lunds universitet och disputerade där för filosofie doktorsexamen i fysikalisk kemi 1987. Hon tjänstgjorde läsåret ht 1956–vt 1957 vid Smedslättens folkskola; åren 1957–1970 som lärare i matematik och kemi vid Nicolaiskolan i Helsingborg, Franska skolan, Bromma kommunala flickskola och Blackebergs läroverk, alla i Stockholm, och vid Högre allmänna läroverket i Eslöv, läsåret 1970–71 vid Lärarhögskolan i Stockholm och 1971–85 vid Lärarhögskolan i Malmö.

## Priser och utmärkelser
- Svenska Dagbladets litteraturpris 1954
- Stockholms stads kulturstipendium 1958
- Andra pris i Askild & Kärnekulls pristävlan om bästa tjänstemannaroman 1971
- Landskrona stads kulturstipendium 1981
- Diktarplatta vid Drottninggatan 28, Helsingborg 2000[13] med citat ur Skånska dikter:

Ett svartvitt blänk, och våren är en vipa
som utan att begripa
sin egen programmering kommit hit
i fågelsträckens flyttparad.
Glitterglansen
överallt, och vattenblänk och skratt och gråt
och ögonfransen
våt.
- Ett grupprum i Sundbybergs stadsbibliotek i Signalfabriken, Esplanaden 10, öppnat 2013, är döpt efter Lise Drougge.[14]